# Boni Geebelen
Boni Geebelen   (Anvers, c. 1956) és un ex-pilot de trial català d'origen flamenc que destacà en competicions estatals a finals de la dècada de 1970 i començament de la de 1980, havent estat un dels primers a pilotar a la península Ibèrica les Fantic que importava Jaume Subirà.
Un cop retirat de la competició, gràcies als seus coneixements d'enginyeria encaminà la seva vida laboral al desenvolupament de motocicletes d'enduro i n'arribà a esdevenir el màxim responsable a Gas Gas, havent contribuït decisivament a crear els models amb motor de dos temps d'aquesta marca que han assolit diversos Campionats del món de la disciplina.

## Resum biogràfic
Nascut a Anvers, quan tenia un any la seva família es traslladà a Tossa de Mar, la Selva, on ha residit des d'aleshores. Aprengué a conduir una motocicleta a deu anys, quan un pescador de la localitat li regalà la seva Derbi Tricampeona de 49 cc. Més tard, després de veure per televisió un reportatge sobre un Gran Premi celebrat al circuit del Vallès s'aficionà al motocròs, tot i que decidí dedicar-se al trial, ja que era molt més fàcil de practicar a Tossa de Mar.

### Trajectòria esportiva
Quan va poder es comprà una Montesa Cota 247 (li costà 37.500 pts d'aleshores, uns 225 euros al canvi) i començà a competir-hi. Durant anys, pilotà amb èxit les diverses versions de Cota que anaven apareixent (des de la Cota 348 a la 349), protagonitzant una notòria carrera. La temporada de 1976 fou la seva darrera en categoria Júnior i durant els anys 1977 i 1978, ja com a Sènior, fou un dels millors d'aquesta categoria (durant aquella època el seu germà petit, Niki, també destacà amb Montesa com a Júnior).
El 1979 passà a la categoria màxima, Súper, i seguí amb Montesa fins que els seus bons resultats varen fer que Jaume Subirà s'hi fixés i li deixés alguna de les seves Fantic de fàbrica d'ençà de finals de la temporada de 1980. Amb aquesta marca, Geebelen obtingué nombroses victòries en tota mena de proves, a més de diversos podis en proves puntuables per al campionat d'Espanya i fins i tot una victòria (concretament, al trial de Madrid, la penúltima prova del campionat de 1981). Malgrat els seus reeixits resultats, aquests no es varen veure mai reflectits oficialment a la classificació oficial del campionat, ja que en aquella època calia tenir la ciutadania espanyola per a poder-hi competir a tots els efectes i ell no complia el requisit, ja que mantingué sempre la belga.
Cap al 1983 fitxà per SWM, marca també italiana que importaven Josep Maria Pibernat i Narcís Casas (els futurs fundadors de Gas Gas). Durant un temps seguí participant en les competicions de trial, essent-ne encara un dels millors especialistes, fins que se'n retirà definitivament a mitjan dècada de 1980, quan la irrupció de Jordi Tarrés va fer que les zones esdevinguessin cada cop més difícils i perilloses.

### Trajectòria professional
Mentre competia en trial amb SWM, Geebelen va treballar també com a venedor de l'empresa de recanvis de Casas i Pibernat, Remoto, tret d'una temporada que ho deixà per a fer de comercial de Pirelli. Durant aquella etapa li preparà la moto d'enduro -una Ancillotti de 80 cc- a un jove tossenc, amb tant d'encert que el noi guanyà el Campionat d'Espanya d'enduro en categoria Júnior. Aquest fet va propiciar que, més tard, el Campió estatal Francesc Rubio el contactés perquè li preparés la seva Rieju oficial. Geebelen s'estigué a Rieju de 1985 fins a 1989, quan Casas i Pibernat el contractaren com a mecànic de Gas Gas. Prèviament, Narcís Casas (aleshores seleccionador estatal) ja l'havia fitxat com a mecànic de l'equip oficial de la selecció espanyola d'enduro.

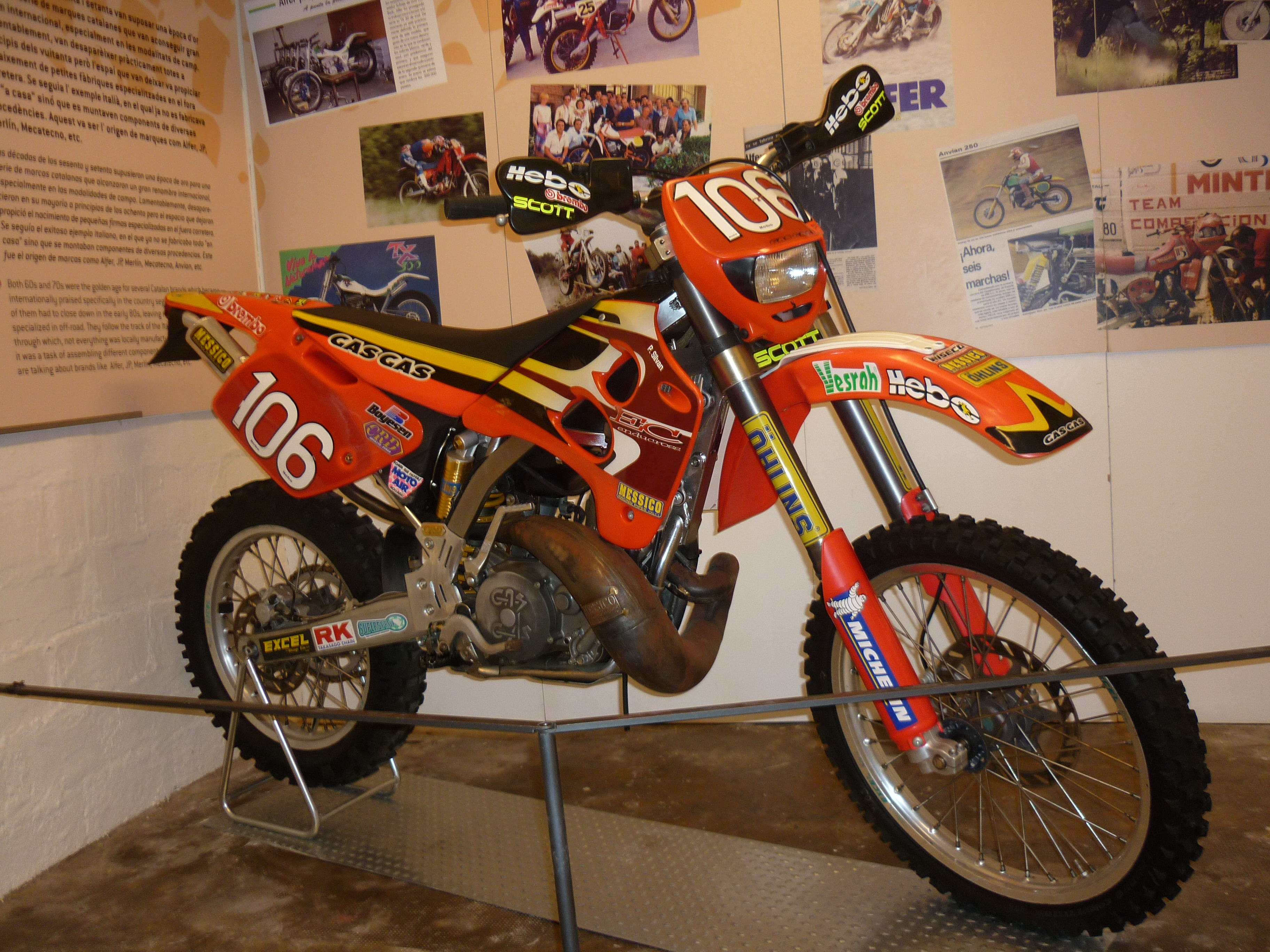
La Gas Gas 250cc amb què Petteri Silván fou Campió del Món el 1999

Un cop treballant a Gas Gas, veient que les motos d'enduro de la marca eren bàsicament models antics de Cagiva als quals simplement se'ls hi canviava la marca comercial, Geebelen convencé a Casas de desenvolupar un motor propi de 80 cc partint del motor Cagiva de 125 cc, tasca que feu amb èxit. Ja el 1993 sortiren al mercat les primeres Gas Gas amb la part cicle totalment pròpia, creada per ell, equipades amb motors TM de 80 i de 125 cc.
Finalment, el 1997 l'empresa llançà la seva primera moto de producció íntegrament pròpia, amb motor de 250 cc, i el 2001 se'n desenvolupà la versió de 125 cc, tots dos obra de Geebelen. El xassís de la moto de 250cc el feu en un mes, inspirant-se en el de la Suzuki RM, i encara és vigent en l'actualitat. Per al motor, s'inspirà en sengles blocs de Yamaha YZ i d'Honda CR.
Durant els seus anys a Gas Gas, Geebelen ha fet tots els papers de l'auca dins la modalitat de l'enduro. Així, a banda de tècnic i desenvolupador de nous models ha estat mecànic, descobridor de talents, màxim responsable de l'equip de fàbrica i fins i tot motxiller de diversos pilots oficials, havent col·laborat directament a l'obtenció de quatre títols mundials per a la marca: dos de 125cc (el 1994 amb Paul Edmondson i el 2003 amb Petri Pohjamo) i dos de 250cc (el 1996 amb Edmondson i el 1999 amb Petteri Silván. Silván guanyà aquell any també el títol absolut). Sovint ha declarat que la seva creació que més l'enorgulleix és el model EC 250 del 2000, justament la moto que pilotà Silván durant el 1999.